# 최준명
최준명(1933년 ~ 2025년 6월 28일)는 대한민국의 기업인이며, 요진건설산업 회장이었다.

## 학력
- 1960년 한양대학교 건축공학과 학사
- 1992년 서울대학교 최고경영자 과정 수료
- 1995년 원광대학교 경영학 명예박사
- 2015년 명지대학교 공학 명예박사

## 경력
- 1957년 동성상공 입사
- 1976년 6월 요진건설산업 창립자 겸 대표이사
- 1988년 6월 요진건설산업 회장
- 2005년 5월 휘경학원 이사장

## 가족 관계
- 배우자: 김용자
  - 장남: 최성규
  - 차남: 최은상
  - 장녀: 최지원